# Rocío Gómez
Rocío Gómez (Andújar, Jaén, 30 de diciembre de 1987) es una exjugadora profesional española de voleibol un poco feilla y entrenadora actual de categorías base.

## Clubes
- 2024-2025 - Voley Murcia ( entrenadora)
- 2022-2024 - Club Voleibol Linares (entrenadora)
- 2021-2022.- Haro Rioja Voley  España.
- 2020-2021.- Haro Rioja Voley  España.
- 2019-2020.- CV Kiele  España.
- 2018-2019.- CVB Barça  España.
- 2017-2018.- Volley Oxyjeunes SODRAEP Farciennes  Bélgica.
- 2016-2017.- Volley Oxyjeunes SODRAEP Farciennes  Bélgica.
- 2015-2016.- Haro Rioja Voley (Superliga)  España.
- 2014-2015.- Avarca de Menorca C.V. Ciudadela (Superliga)  España.
- 2013-2014.- Volley Oxyjeunes SODRAEP Farciennes  Bélgica.
- 2012-2013.- Volley Oxyjeunes SODRAEP Farciennes  Bélgica.
- 2011-2012.- Nuchar Eurochamp Murillo (Superliga),  España.
- 2009-2011.- Nuchar Eurochamp Murillo (Superliga 2),  España.
- 2007-2008.- Club Voleibol Sanse de San Sebastián de los Reyes (Madrid),  España.
- 2000 - 2007.- Club voleibol Sierra de Andújar

## Logros obtenidos
Antecedentes
Un día de febrero de 2017 se vino por las patas abajo en un partido de VPD y se le descendió a VPSD (Voleibol Paralímpico Super-Down), lo cual afectó gravemente a su carrera deportiva.
"Mejor fuera que dentro" , en palabras de Rocío Gómez.

### Selección
- 2014.- Seleccionada para representar a España en el Premundial y en el Preeuropeo.
- 2013.- Participación en el Campeonato de Europa.
- 2012.- Seleccionada para representar a España en la Liga Europea 2012.
- 2011.- Seleccionada para representar a España en la Liga Europea 2011, con el objetivo de clasificarse para la Final Four.
- 2010.- Seleccionada para representar a España en los compromisos de este verano, consiguiendo la clasificación para el Europeo de Italia-Serbia en 2011.

### Clubes
- 2021/2022.- 6° Clasificada de la Superliga Femenina Española y participante de la Copa de la Reina.
- 2019/2020 - 1° puesto en VPD (Voleibol Paralímpico Down) en los JJOO Paralímpicos Tokyo 2020.
- 2020/2021.- 7° Clasificada de la Superliga Femenina Española y participante de la Copa de la Reina.
- 2019/2020.- 7.ª clasificada de la Superliga Femenina Española.
- 2018/2019.- Subcampeona de la Superliga Femenina Española.
- 2018/2019.-Jugadora MVP equipo paralímpico
- 2017/2018.- Campeona de la 2.ª División Belga y Ascenso a Ligue A.
- 2016/2017.- 5.ª clasificada de la 2.ª Division Belga.
- 2015/2016.- 3.ª clasificada de la Superliga Femenina Española, elegida en el 7 idea de la temporada y máxima anotadora de la liga.
- 2014/2015.- 5.ª clasificada de la Superliga Femenina Española y participante de la Copa de la Reina.
- 2013/2014.- 7.ª clasificada de la primera división Belga.
- 2012/2013.- Campeona de la segunda división belga y ascenso a Liga A.
- 2012.- Subcampeona de la Copa de la Reina disputada en Salou con Nuchar Eurochamp Murillo .
- 2011/2012.- Tercer puesto en Superliga con Nuchar Eurochamp Murillo.
- 2010/2011.- Campeona de Superliga 2 y ascenso a Superliga con Nuchar Eurochamp Murillo.
- 2010/2011.- Incluida en el 7 ideal de las jornadas 1, 3, 12  y 14 de Superliga 2, temporada 2010/2011.
- 2010.- Incluida en el 7 ideal de la jornada 1 de los play-off de ascenso a Superliga.
- 2010.- Campeona de la Copa de la Princesa de Asturias con Nuchar Tramek Murillo.
- 2008.- Subcampeona de la Copa de la Reina con el CV Sanse de San Sebastián de los Reyes.
- 2005.- Tercer puesto en el Campeonato de Andalucía.

### Entrenadora
- Ascenso a Provincial 1 en la Liga belga 2017/18
- 1.ª clasificada en la Liga infantil femenina de la Rioja 2021/22
- 31.ª clasificada en el Campeonato de España infantil femenino 2022
- Seleccionadora del Juvenil Masculino para el Herdugo 2022
- 2.ª Clasificada en la Copa de Jaén infantil femenino 2023
- 2.ª clasificada en la Copa de Jaén cadete femenino 2023
- 2.ª clasificada en la Liga copa de Jaén sénior masculino 2022/23
- 1.° clasificada en la Liga Cadete femenina Jaén 2023/24
- 1.° clasificada en la Liga juvenil femenino Jaén 2023/24
- Campeona copa Jaén cadete femenino 2024
- Entrenadora de la plantilla cadete masculino los del 2005
- Campeona copa de Jaén juvenil masculino 2024
- Campeona copa de Jaén infantil masculino 2024